# Cliff Stearns
Clifford Bundy "Cliff" Stearns, född 16 april 1941 i Washington, D.C., är en amerikansk republikansk politiker. Han representerade delstaten Floridas sjätte distrikt i USA:s representanthus 1989–2013.
Stearns gick i skola i Woodrow Wilson High School i Washington, D.C. Han avlade 1963 kandidatexamen vid George Washington University. Han deltog sedan i Vietnamkriget och avancerade till kapten.
Kongressledamoten Buddy MacKay kandiderade 1988 utan framgång till USA:s senat. Stearns efterträdde MacKay i representanthuset i januari 1989.